# Labeobarbus platystomus
Labeobarbus platystomus é uma espécie de peixe actinopterígeo da família Cyprinidae.
Apenas pode ser encontrada no Ruanda.
Os seus habitats naturais são: rios.